# Río Villahermosa
Río Villahermosa är ett periodiskt vattendrag i Spanien. Det ligger i den östra delen av landet, 290 km öster om huvudstaden Madrid.